# Apaloderma narina
El trogón de Narina o surucuá de Narina (Apaloderma narina) es una especie de ave trogoniforme de unos 34 cm de longitud, perteneciente a la familia Trogonidae.

## Distribución y hábitat
Es originaria del África subsahariana. Donde habitan desde las tierras bajas hasta las tierras altas, valles y bosques de ribera, de clima tropical a las regiones templadas. Se encuentra desde Sierra Leona a Etiopía , y este de África hasta el este y el sur de Sudáfrica.

## Subespecies
- Apaloderma narina arcanum
- Apaloderma narina brachyurum
- Apaloderma narina constantia
- Apaloderma narina littorale
- Apaloderma narina narina
- Apaloderma narina rufiventre